# Abbaye de Port-Royal de Paris
La abadía de Port-Royal de París fue fundada en el siglo XVI para aliviar la congestión en la casa madre ubicada en la abadía de Port-Royal des Champs. Fue cerrada en 1790 tras la expulsión de las religiosas, siendo posteriormente reemplazadas por las hermanas de la Orden de la Visitación de Santa María. El edificio está registrado como monumento histórico francés desde 1928.La abadía, ubicada hoy en día dentro del recinto del hospital Cochin, está bordeada por el bulevar de Port-Royal.

## Historia
El Hôtel de Clagny fue construido por Pierre Lescot entre 1566 y 1569 en el barrio de Saint-Jacques en París. A su muerte en 1578, su sobrino León Lescot hereda la propiedad. El 20 de marzo de 1623, León le otorga a Jehan Blondeau, su criado, y a su sobrino nieto Robert de Romain, clérigo del obispado de Meaux, "el jardín de vegetales y los jardines comúnmente llamados de Claigny". Mediante un acta del 19 de julio de 1624, León intercambia el Hôtel de Clagny con Angélique Arnauld, religiosa abadesa de Port Royal des Champs, a cambio de una renta de 1,500 libras. León fallece el 11 de noviembre de 1624 y es enterrado junto a su tío en Notre Dame.
El Hôtel de Clagny fue remodelado alrededor de 1626 para albergar el convento cisterciense de Port-Royal y así aliviar la casa madre de Port-Royal des Champs en Magny-les-Hameaux, en el valle de Chevreuse.

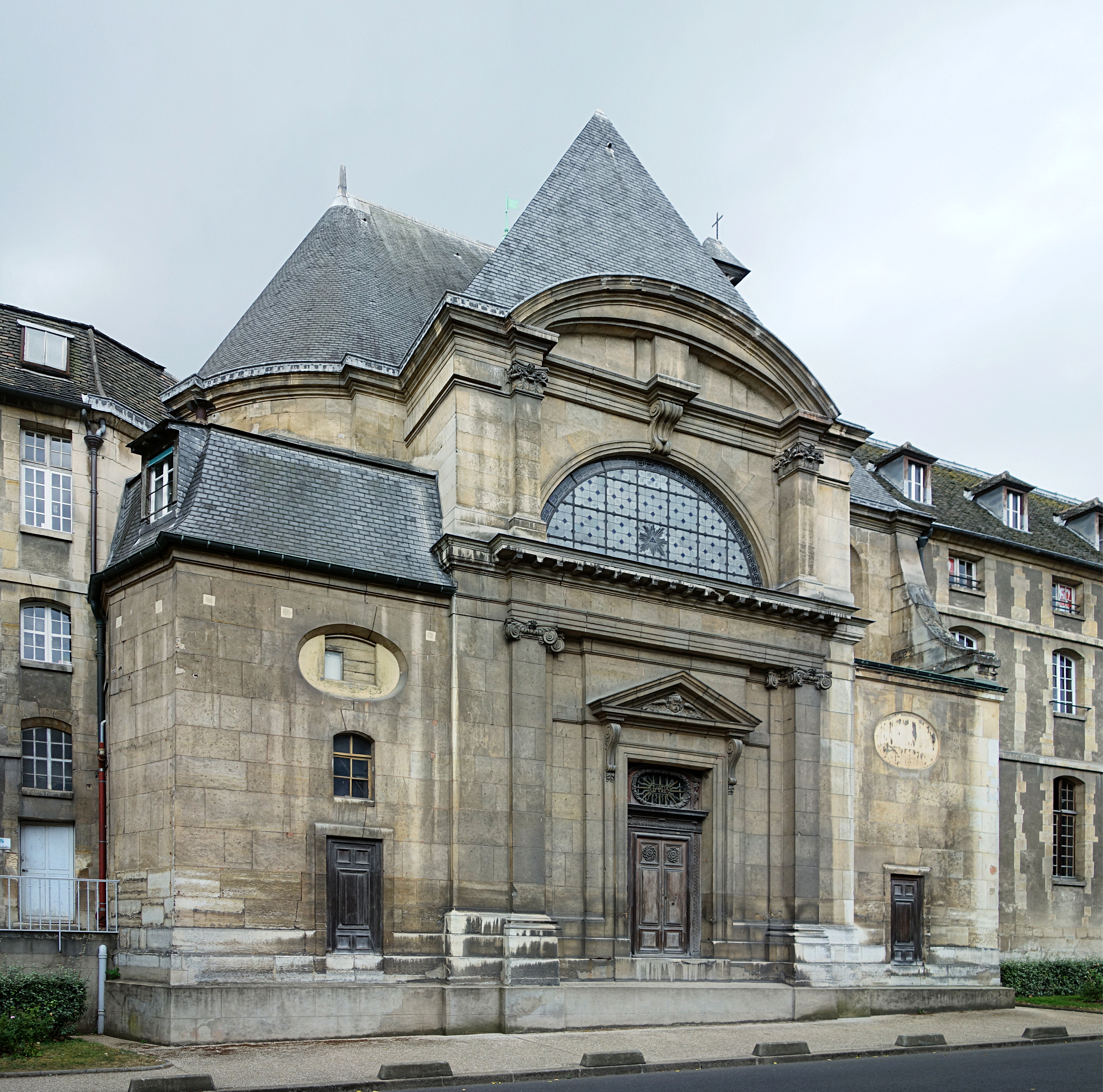
Capilla del Santísimo Sacramento.

Angélique Arnauld, entonces de 35 años, tomó posesión del hotel en 1625. Gracias a la generosidad de poderosos amigos aristocráticos, en 1626, solicitó al arquitecto Antoine Le Pautre la construcción de edificios monásticos y una iglesia que sería bendecida en 1648 bajo la advocación del Santísimo Sacramento. Angélique falleció en 1661.
Agnès Arnauld, abadesa de 1661 a 1671 y hermana de Angélique, en su obra "Constituciones del monasterio de Port Royal del Santísimo Sacramento, en París", indica cómo se eligen a las hermanas conversas: "Las hermanas conversas serán elegidas sanas de cuerpo y espíritu, dulces y dóciles acompañadas de solidez, para que las ocupaciones exteriores no les quiten el espíritu interior... Se cuidará con atención si están afectas a su condición, y que no sea solo la incapacidad de estar en el coro, sino un verdadero amor a la humildad y la abyección lo que las haga abrazar este estado, estando contentas de que la providencia de Dios haya hecho la elección por ellas al no darles los talentos necesarios para aspirar a otra cosa. Que incluso si alguna chica que sería capaz de estar en el coro pide ser Converse y esto se pueda hacer con discreción, se le concederá... Que las Hermanas conversas se glorifiquen entonces en su grandeza, como dice Santiago, que consiste en su pequeñez y su humillación". Dos curaciones milagrosas están atestiguadas dentro del convento: la de Marguerite Périer, sobrina de Blaise Pascal, y la de la hermana Catherine de Sainte Suzanne, hija de Philippe de Champaigne.

### Las maternidades de Port-Royal y Baudelocque

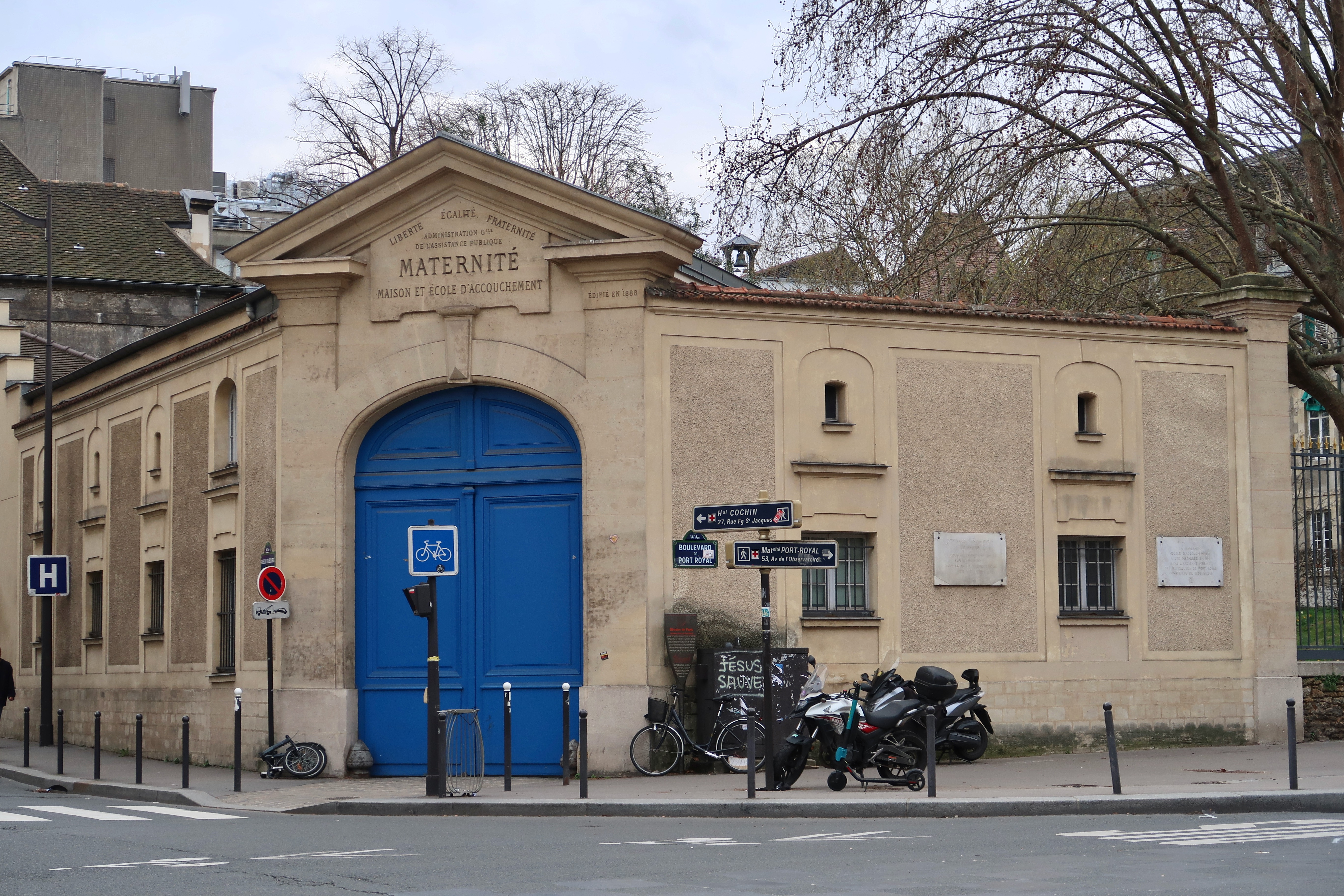
Sala de maternidad de Port-Royal en el cruce del Bd de Port-Royal y la rue du Fbg-Saint-Jacques (París, 14). Panel de Historia de París en la antigua abadía de Port-Royal.

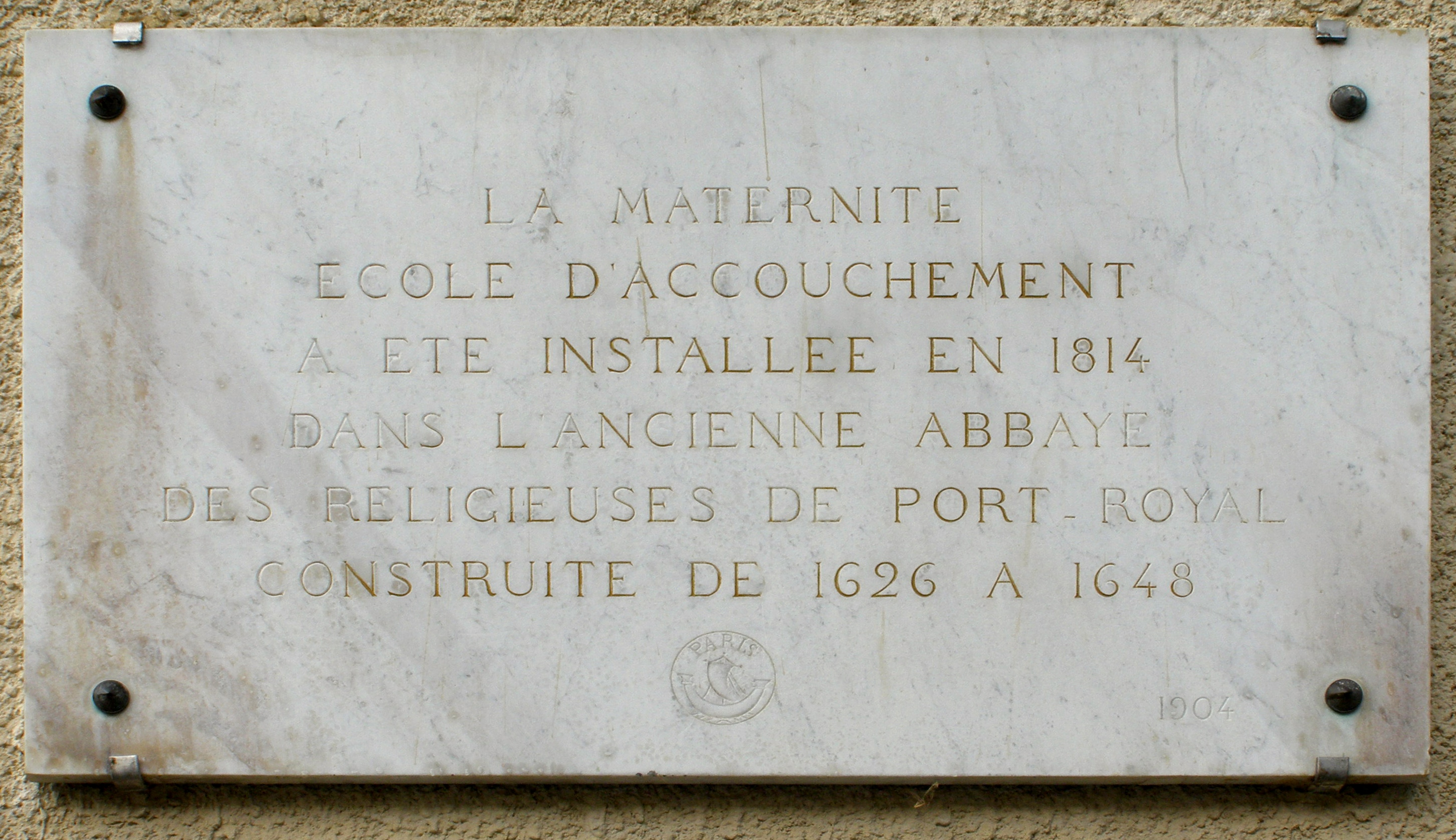
Placa del bulevar Port-Royal.

El 7 de ventoso del año II (25 de febrero de 1794), la Convención funda el Hospicio de la Maternidad, instalado en los edificios del convento del Val-de-Grâce (actual 5º distrito de París). El hospital de los Enfants-Trouvés, en el parvis de Notre-Dame, es demasiado pequeño y queda abandonado. El hospicio de la Maternidad entra en servicio en el Val-de-Grâce el 25 de messidor del año III (13 de julio de 1795). Un nuevo decreto de la Convención el 10 de vendimiario del año IV (2 de octubre de 1795) reasigna el Val-de-Grâce para la creación de un hospital militar para la policía y traslada el hospicio de la Maternidad a dos lugares: el convento de Port-Royal en el faubourg Saint-Jacques, y el Oratorio (hospital Saint-Vincent-de-Paul, originalmente una posesión de la Sociedad del Oratorio de Jesús) en la rue d'Enfer (futura avenida Denfert-Rochereau). El 25 de vendimiario (17 de octubre), el hospicio de la Maternidad se traslada a Port-Royal; las primeras mujeres embarazadas llegan el 14 de thermidor del año IV (1 de agosto de 1796), mientras que los edificios del Oratorio aún están siendo acondicionados para la nueva actividad.
El hospicio de la Maternidad, un hospital público, reúne dos servicios que hasta entonces estaban ubicados en el Hôtel-Dieu de París: el servicio de ayuda a las mujeres en trabajo de parto (servicio de partos) y el de lucha contra el abandono de recién nacidos. Los partos se comparten entre Port-Royal y el Hôtel-Dieu hasta el 19 de frimario del año VI (9 de diciembre de 1797); a partir de esa fecha, los partos se realizan en el Oratorio, y Port-Royal alberga la sección de lactancia. En 1890, se creó la clínica Baudelocque por parte de la facultad de medicina de París y se construyó en los jardines de la Maternidad, al oeste del claustro. Su nombre recuerda el papel de Jean-Louis Baudelocque, profesor de obstetricia de finales del siglo XVIII.

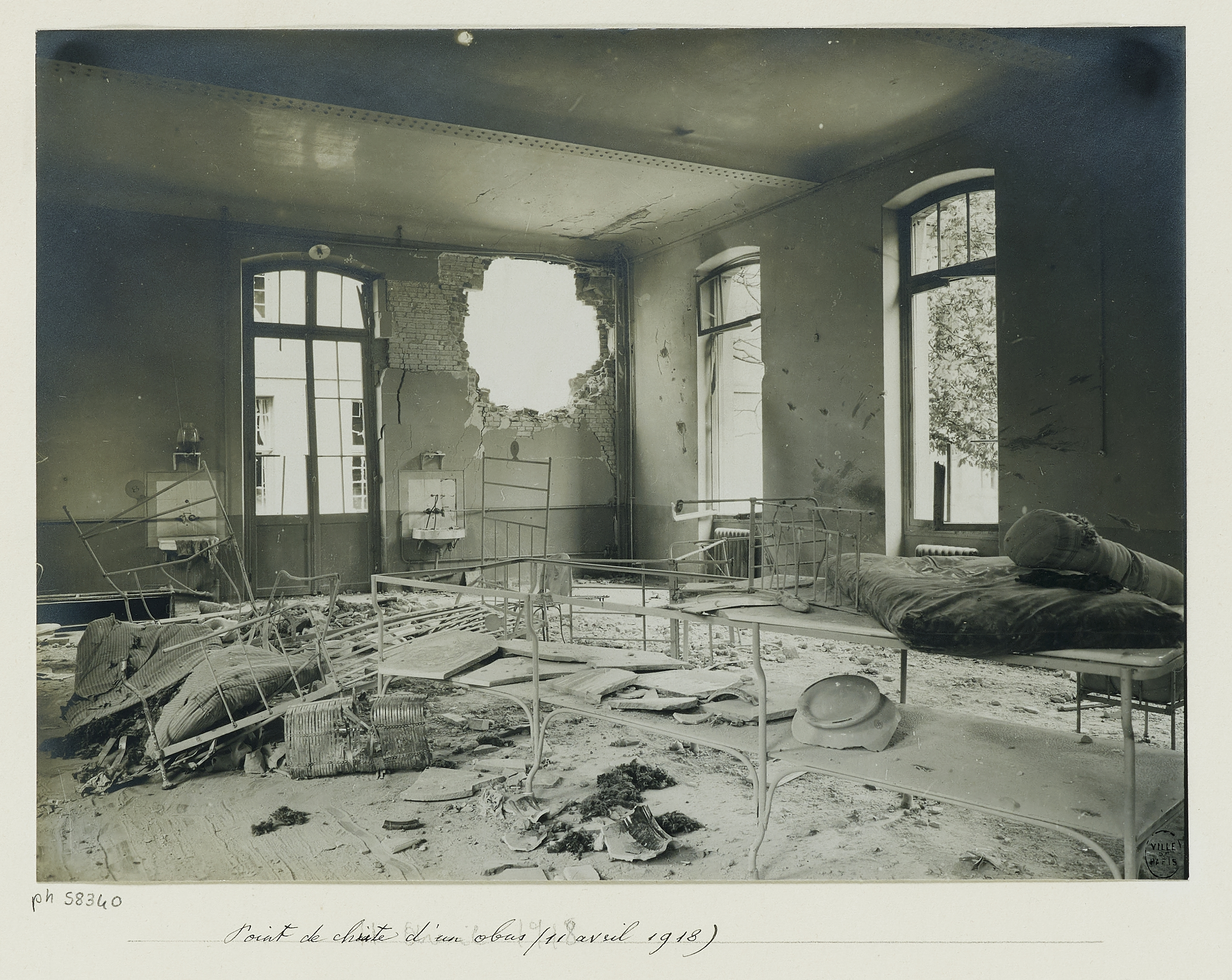
Bombardeo de la sala de maternidad del centro de maternidad Baudelocque. 11 de abril de 1918.

El 14 de mayo de 1897 se inauguró uno de los primeros laboratorios de radiografía de Francia, junto con el de Antoine Béclère en el hospital Tenon. Durante el bombardeo de París el 11 de abril de 1918, la clínica Baudelocque fue alcanzada por un obús alemán, causando 20 víctimas.Además de ser un servicio dedicado a los partos mejorado con un servicio de consultas, la clínica obstétrica de la Facultad se convirtió en un lugar de enseñanza para los estudiantes de medicina y un centro de investigación. Se construyeron nuevos edificios de 1922 a 1929.A principios de la década de 1950, el pediatra neonatólogo Alexandre Minkowski creó en la maternidad Baudelocque el primer centro de atención para bebés prematuros. Junto a este servicio clínico se creó en 1955 el laboratorio de investigación "Biología del desarrollo fetal y neonatal", del INH/asociación Claude-Bernard, que se convertiría en 1964 en la Unidad de Investigación Inserm 29. Alexandre Minkowski lo dirigió hasta 1985.

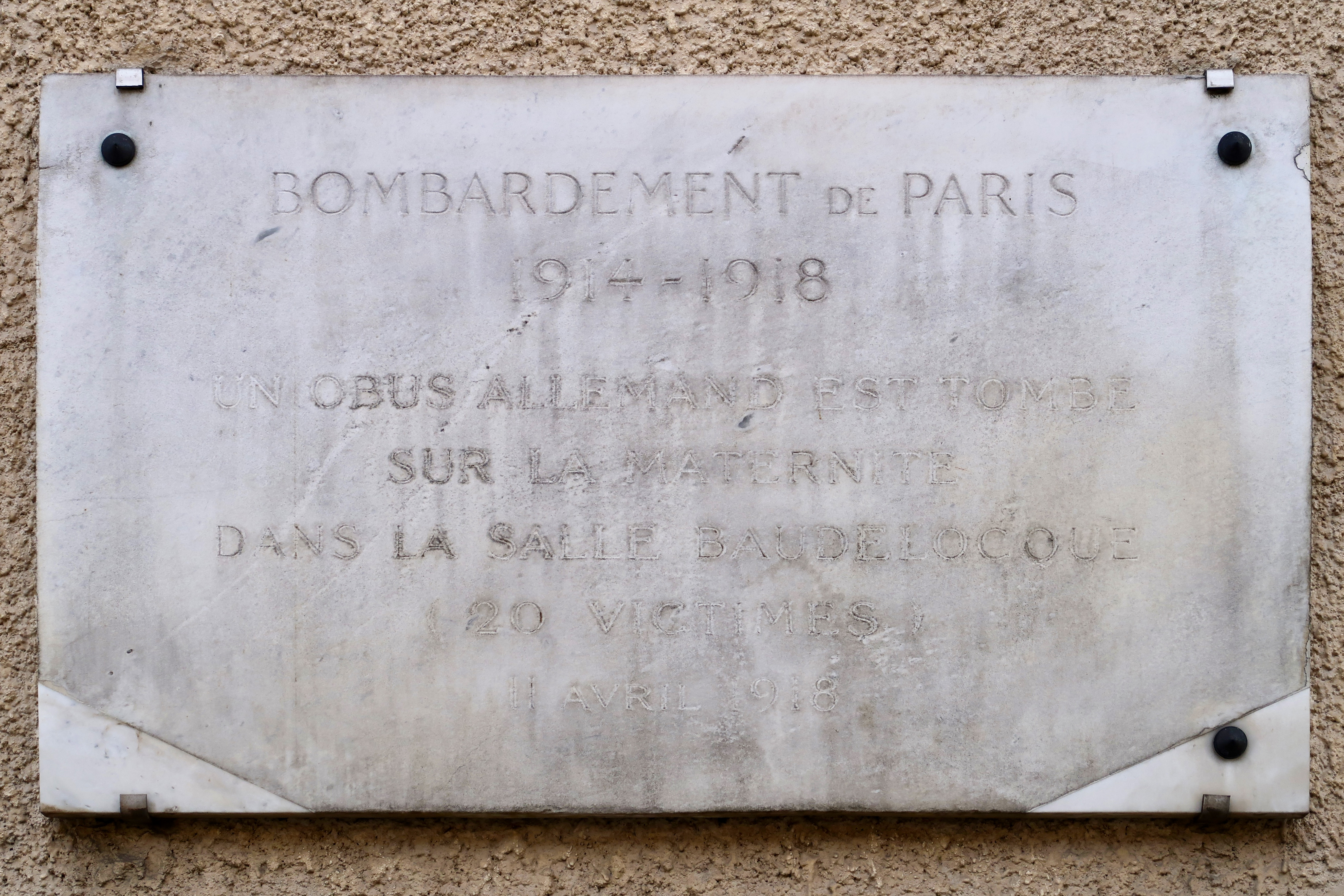
Placa en homenaje a los bombardeos de la Primera Guerra Mundial (contra la antigua abadía de Port-Royal en París), 119-125 boulevard de Port-Royal (París, 14).

A partir de 1960, las dos maternidades Baudelocque y Port-Royal compartieron los registros de ingreso y fueron gradualmente asociadas al hospital Cochin, formando parte del mismo grupo hospitalario. En 1966, la Maternidad Port-Royal se trasladó a nuevos edificios. El claustro, la capilla y la sala capitular de la antigua abadía fueron conservados e integrados en el hospital Cochin. Actualmente, el claustro alberga la dirección del establecimiento. En 1966, Alexandre Minkowski creó en el edificio de Port-Royal el primer servicio de reanimación y neonatología, servicio que lleva su nombre en la actualidad. Lo dirigió hasta 1986. Los edificios de la clínica Baudelocque fueron demolidos en 2007.

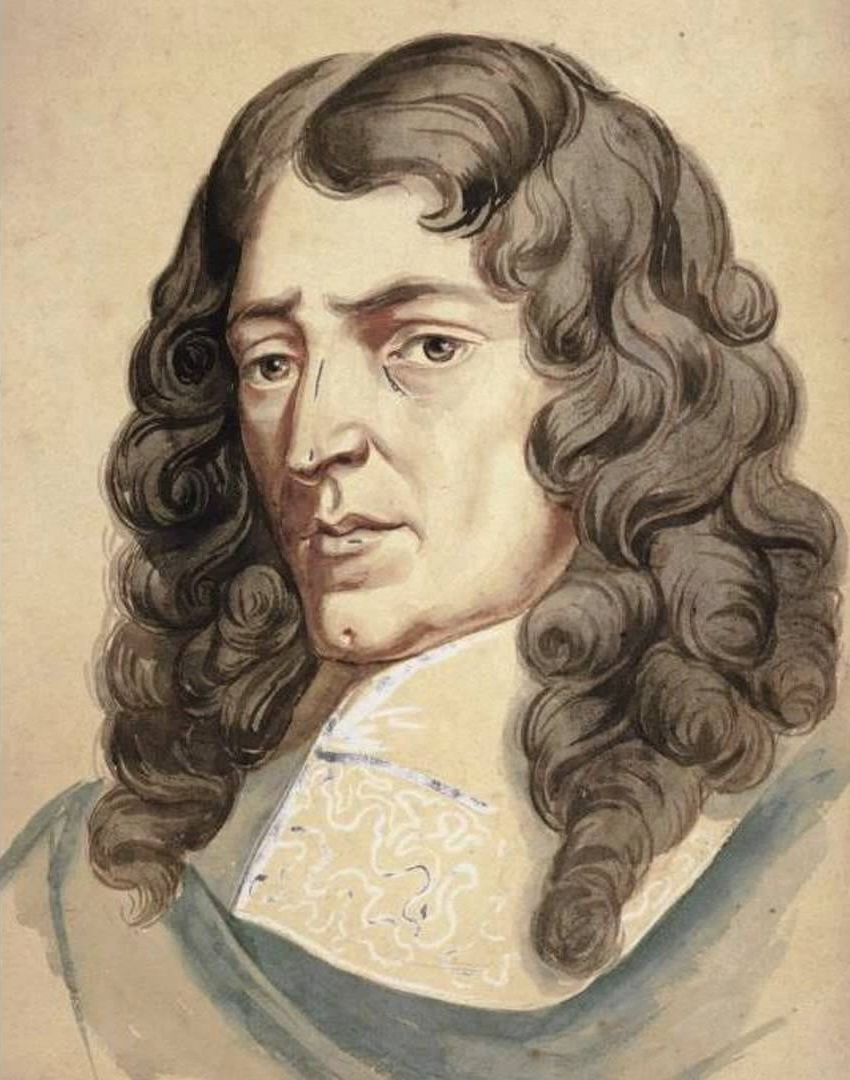
Marc-Antoine Charpentier, compositor de la abadía.

### Historia de la Cátedra de Obstetricia de la Maternidad de Port-Royal
- 1950-1955: Profesor Maurice Lacomme
- 1957: Profesor Jacques Varangot

### Historia de la Cátedra de Obstetricia de la Maternidad Baudelocque
- 1889: Profesor Adolphe Pinard
- 1914: Profesor Alexandre Couvelaire
- 1944: Profesor Louis Portes
- 1955-1967: Profesor Maurice Lacomme
- 1968-1974: Profesor François Lepage

## Lista de abadesas
- 1626-1661: Angélique Arnauld

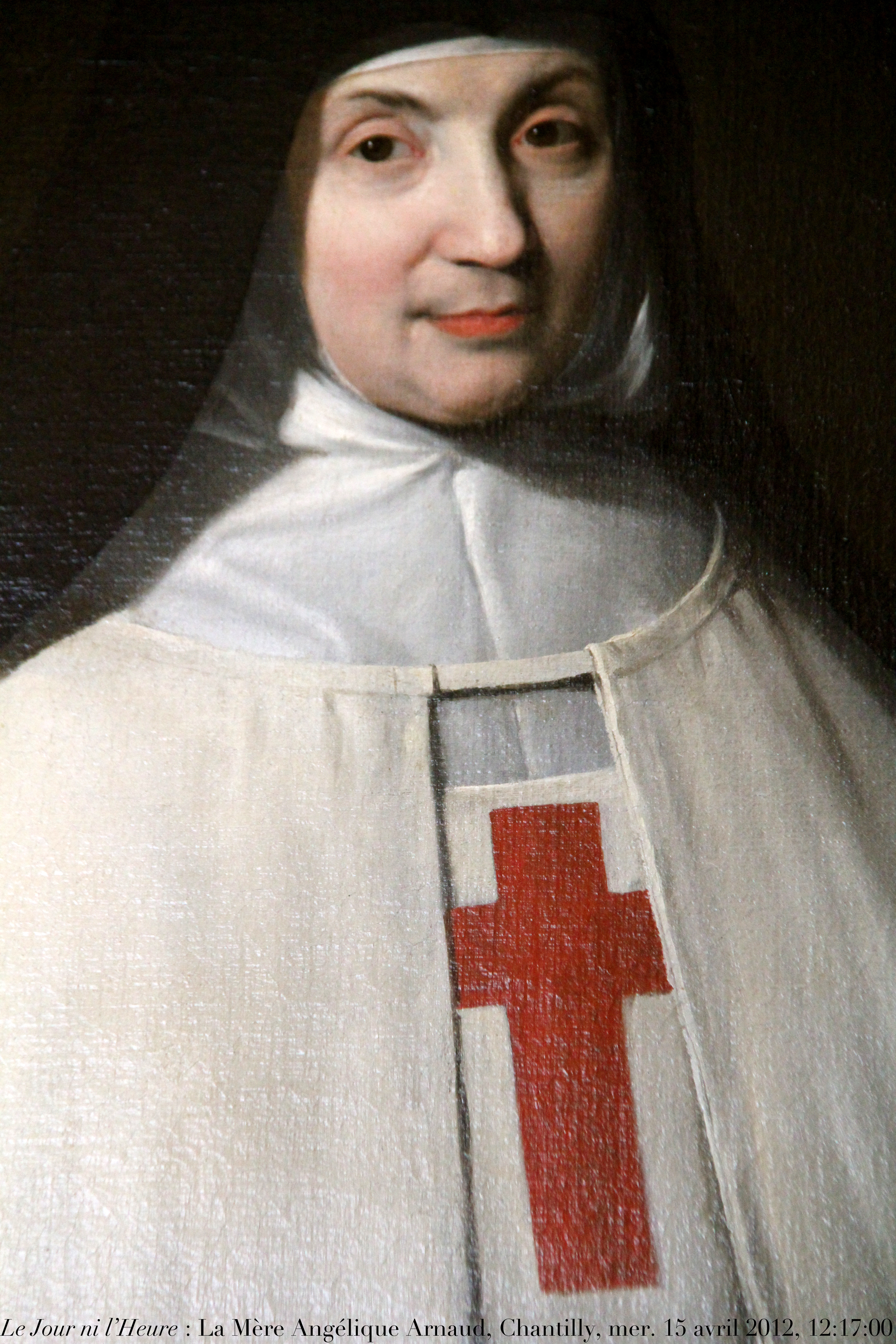
Angélique Arnauld

- 1661-1671: Agnès Arnauld (hermana de la anterior)
- 1671-1685: Marie-Dorothée Perdereau
- 1685-1695: Elisabeth-Marguerite de Harlay de Champvallon
- 1695-1702: Marie-Anne de Harlay de Champvallon
- 1702-1711: Marie-Louise-Françoise de Rousselet de Château-Renauld
- 1711-1741: Henriette-Marie-Palatine de Dio de Montpeyroux
- 1741-1742: Louise-Claire de Montmorin de Saint-Hérem
- 1742-1769: Henriette-Marie-Palatine de Dio de Montpeyroux
- 1769-1790: Marie-Jeanne-Florimonde de Dio de Montpeyroux

El hospicio de la Maternidad fue inaugurado en 1795 en los locales de la abadía de Port-Royal de París y los del Oratorio, vecinos. Se han dado diferentes nombres a las instituciones, se han agrupado y separado, mediante el decreto que las creó.

## Personalidades que fueron inquilinas en la abadía
- 1727: Henriette-Marie Le Hardy de la Trousse, viuda de Amédée Alphonse d'Alpazzo (dal Pozzo), príncipe de La Cisterna.[13]
- 1762: Geneviève Charlotte Gervais, esposa de Charles Aubretique, escudero señor de Ronquerelles.[13]
- 1784: Christine Cotte, esposa de Jean-Gaston Legier, auditor en la corte de cuentas.[13]